# Niniano di Whithorn
Niniano, o Ninniano (Ninnian in inglese, Nynia, Ringan o Trinnean nelle lingue celtiche e scozzesi), (Scozia, 360 circa – Whithorn, 16 settembre 432), è stato un vescovo britannico, considerato l'apostolo della Scozia. Venerato come santo dalla Chiesa cattolica che lo ricorda il 16 settembre.

## Biografia
La prima menzione di Niniano di Whithorn è in un breve passaggio della Storia ecclesiastica del popolo inglese (Historia ecclesiastica gentis anglorum) scritta dal monaco Beda il Venerabile nella prima metà dell'VIII secolo. 
Il testo poetico Miracula Nyniae Episcopi del IX secolo registra alcuni dei miracoli a lui attribuiti. Una vita di san Niniano (Vita Sancti Niniani) è stata scritta intorno al 1160 da Aelredo di Rievaulx e nel 1639 James Ussher parla di un Ninian nelle sue Antiquitates Ecclesiarum Brittanicarum. Queste sono le fonti di informazione su Niniano di Whithorn, ma non vi è ancora alcuna prova storica certa per supportare le storie raccontate intorno al personaggio che risponde al nome di Niniano. Tuttavia, l'improbabilità che uno scrittore rispettabile come Beda abbia inventato Niniano senza qualche fondamento di documentazione storica, combinata con una maggiore conoscenza dei primi santi irlandesi, ha portato a individuare il contesto storico nel quale Niniano avrebbe operato. D'altronde il grande vescovo irlandese san Patrizio (370-461) in una sua lettera della metà del V secolo, parlava esplicitamente dei Pitti, convertiti da Niniano, nominandoli come “apostati”; nulla di più facile in quei popoli pagani dell'epoca, che sebbene convertiti, non erano ancora stabili totalmente nella fede cristiana.
La tradizione legata al racconto di Beda vuole che Niniano fosse un britannico che aveva studiato a Roma, che ha istituito una sede episcopale presso la Casa Candida ("hwit ærn" = Whithorn), che ha intitolato la sede a San Martino di Tours, che ha convertito i Pitti meridionali al cristianesimo e che è sepolto a Whithorn, insieme a molti altri santi. 
Nella Vita Sancti Niniani, Aelredo, a parte i resoconti di miracoli, include le seguenti informazioni accessorie relative san Niniano: suo padre era un re cristiano; fu consacrato vescovo a Roma e ha incontrato san Martino a Tours; Martino gli avrebbe affidato dei muratori nel suo viaggio di ritorno, affinché costruissero una chiesa in pietra; venuto a conoscenza della morte di san Martino (397), Niniano dedicà la chiesa a lui; un certo "re ricco e potente Tuduvallus" sarebbe stato convertito da Niniano; sarebbe morto dopo aver convertito i Pitti e fu sepolto in un sarcofago di pietra vicino all'altare della sua chiesa.
Aelredo sosteneva che gran parte delle sue informazioni sulla sua vita di Niniano erano state tratte da una fonte scritta in un "linguaggio barbaro", ma non vi è alcun riscontro storico di ciò. 
Ussher dice che la madre di Niniano era una principessa spagnola e che suo padre desiderava che ritornasse a lui dopo aver acconsentito alla sua formazione di uno stato ecclesiastico; che una campana scese dal cielo per chiamare a raccolta i suoi discepoli; che una volta sollevò una chiesa di legno, con travi forniti da cervi; che un arpista con nessuna esperienza in architettura fu il costruttore della chiesa; aggiunge inoltre che un fabbro e suo figlio, chiamato rispettivamente "Wyn" e "Terna", furono testimoni di un miracolo di Niniano e che al santo furono concesse terre che furono chiamate "Wytterna"; infine afferma che Niniano lasciò "Candida Casa" per Cluayn-coner in Irlanda, e alla fine morì in Irlanda il 16 settembre 432

## Culto

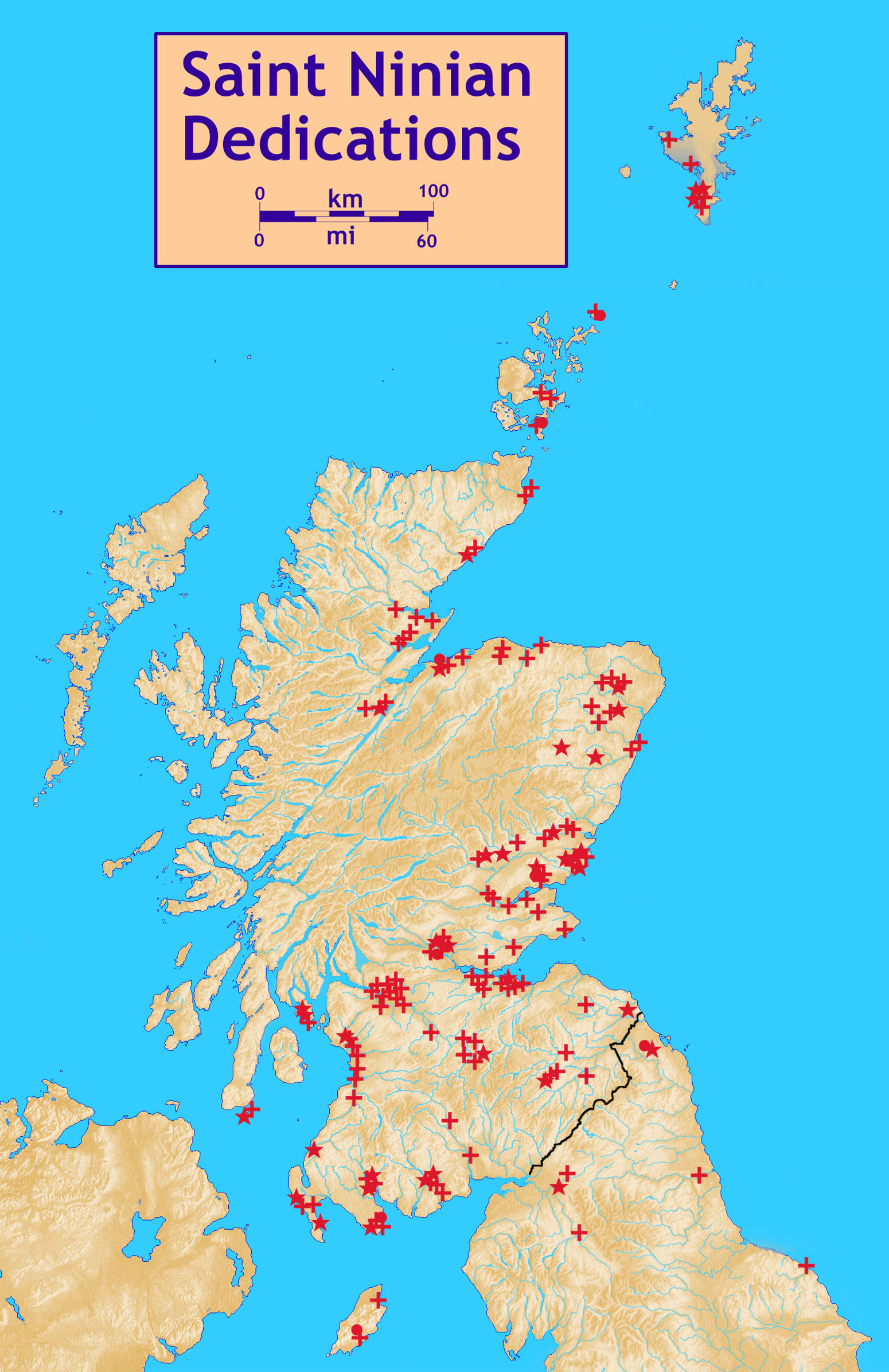
Distribuzione delle chiese dedicate a san Niniano

Whithorn dal 450 divenne un grande centro di studio per monaci gallesi e irlandesi e nel Medioevo la tomba di Niniano fu un famoso luogo di pellegrinaggio.
La sua festa si celebra in Scozia e nelle diocesi inglesi di Hexham e Lancaster il 16 settembre. 
Anche nel Martirologio Romano è ascritto alla data del 16 settembre: 
(Martirologio Romano)